# 세계 바이애슬론 선수권 대회
세계 바이애슬론 선수권 대회는 국제 바이애슬론 연맹(IBU)가 주관하는 바이애슬론 분야의 국제 선수권 대회이다. 1958년 남자 선수들만 참가하는 세계 선수권 대회가 처음으로 열렸다. 바이애슬론 대회가 유럽 대륙에서 인기가 있어 이 대회는 몇 차례 미국과 캐나다에서 개최된 것을 제외하면 거의 유럽에서 개최되었으며, 2009년 아시아에서는 처음으로 대한민국에서 열렸다. 대한민국에는 아직 거의 알려지지 않았지만, 독일, 노르웨이, 러시아 등 일부 유럽 국가에서는 매우 인기있는 대회이다.

## 역대 개최지
| 연도   | 개최지                              |
| ------ | ----------------------------------- |
| 1958년 | 오스트리아 잘펠덴암슈타이네르넨메어 |
| 1959년 | 이탈리아 쿠르마이외르               |
| 1961년 | 스웨덴 우메오                       |
| 1962년 | 핀란드 해멘린나                     |
| 1963년 | 오스트리아 제펠트                   |
| 1965년 | 노르웨이 엘베룸                     |
| 1966년 | 서독 가르미슈파르텐키르헨           |
| 1967년 | 동독 알텐베르크                     |
| 1969년 | 폴란드 자코파네                     |
| 1970년 | 스웨덴 외르테르순드                 |
| 1971년 | 핀란드 해멘린나                     |
| 1973년 | 미국 레이크플래시드                 |
| 1974년 | 소련 민스크                         |
| 1975년 | 이탈리아 안트홀츠                   |
| 1976년 | 이탈리아 안트홀츠                   |
| 1977년 | 노르웨이 릴레함메르                 |
| 1978년 | 오스트리아 호흐필첸                 |
| 1979년 | 서독 루폴딩                         |
| 1981년 | 핀란드 라흐티                       |
| 1982년 | 소련 민스크                         |
| 1983년 | 이탈리아 안트홀츠                   |
| 1984년 | 프랑스 샤모니 (여자부)              |
| 1985년 | 스위스 에크 (여자부)                |
| 1985년 | 서독 루폴딩 (남자부)                |
| 1986년 | 스웨덴 팔룬 (여자부)                |
| 1986년 | 노르웨이 오슬로 (남자부)            |
| 1987년 | 핀란드 라흐티 (여자부)              |
| 1987년 | 미국 레이크플래시드 (남자부)        |

| 연도   | 개최지                                        |
| ------ | --------------------------------------------- |
| 1988년 | 프랑스 샤모니 (여자부)                        |
| 1989년 | 오스트리아 파이스트리츠                       |
| 1990년 | 소련 민스크 노르웨이 오슬로 핀란드 콘티올라티 |
| 1991년 | 핀란드 라흐티                                 |
| 1992년 | 러시아 노보시비르스크                         |
| 1993년 | 불가리아 보로베츠                             |
| 1994년 | 캐나다 캔모어                                 |
| 1995년 | 이탈리아 안트홀츠                             |
| 1996년 | 독일 루폴딩                                   |
| 1997년 | 슬로바키아 오스브릴리에                       |
| 1998년 | 슬로베니아 포클류카 오스트리아 호흐필첸       |
| 1999년 | 핀란드 콘티올라티 노르웨이 오슬로             |
| 2000년 | 노르웨이 오슬로 핀란드 라흐티                 |
| 2001년 | 슬로베니아 포클류카                           |
| 2002년 | 노르웨이 오슬로                               |
| 2003년 | 러시아 한티만시스크                           |

| 연도   | 개최지               |
| ------ | -------------------- |
| 2004년 | 독일 오베르호프      |
| 2005년 | 오스트리아 호흐필첸  |
| 2007년 | 이탈리아 안트홀츠    |
| 2008년 | 스웨덴 외스테르순드  |
| 2009년 | 대한민국 평창        |
| 2011년 | 러시아 한티만시스크  |
| 2012년 | 독일 루폴딩          |
| 2013년 | 체코                 |
| 2015년 | 핀란드 콘티도라흐티  |
| 2016년 | 노르웨이 오슬로      |
| 2017년 | 오스트리아 호즈 빌젠 |
| 2018년 | 스웨덴 와스테르순드  |
| 2020년 | 이탈리아 라센-안톨츠 |
| 2021년 | 슬로베니아 포클주카  |

## 메달 집계
| 순위        | 나라                   | 금  | 은  | 동  | 합계 |
| ----------- | ---------------------- | --- | --- | --- | ---- |
| 1           | 노르웨이               | 84  | 72  | 66  | 222  |
| 2           | 독일                   | 63  | 52  | 36  | 151  |
| 3           | 소련                   | 44  | 29  | 21  | 94   |
| 4           | 프랑스                 | 37  | 37  | 39  | 113  |
| 5           | 러시아                 | 28  | 41  | 28  | 97   |
| 6           | 동독                   | 19  | 12  | 10  | 41   |
| 7           | 스웨덴                 | 14  | 15  | 25  | 54   |
| 8           | 핀란드                 | 10  | 10  | 16  | 36   |
| 9           | 이탈리아               | 10  | 8   | 13  | 31   |
| 10          | 우크라이나             | 7   | 10  | 22  | 39   |
| 11          | 벨라루스               | 6   | 9   | 14  | 29   |
| 12          | 체코                   | 6   | 6   | 9   | 21   |
| 13          | 오스트리아             | 3   | 7   | 11  | 21   |
| 14          | 서독                   | 2   | 4   | 7   | 13   |
| 15          | 슬로베니아             | 2   | 2   | 1   | 5    |
| 16          | 폴란드                 | 1   | 6   | 7   | 14   |
| 17          | 미국                   | 1   | 4   | 1   | 6    |
| 18          | 슬로바키아             | 1   | 2   | 1   | 4    |
| 18          | 캐나다                 | 1   | 2   | 1   | 4    |
| 20          | 틀:CIS                 | 1   | 1   | 0   | 2    |
| 21          | 불가리아               | 0   | 4   | 4   | 8    |
| 22          | 중국                   | 0   | 3   | 0   | 3    |
| 23          | 체코슬로바키아         | 0   | 1   | 3   | 4    |
| 24          | 루마니아               | 0   | 1   | 0   | 1    |
| 25          | 라트비아               | 0   | 0   | 2   | 2    |
| 26          | 에스토니아             | 0   | 0   | 1   | 1    |
| 26          | 크로아티아             | 0   | 0   | 1   | 1    |
| 26          | Russian Biathlon Union | 0   | 0   | 1   | 1    |
| 합계 (28개) | 합계 (28개)            | 340 | 338 | 340 | 1018 |

## 같이 보기
- 바이애슬론 월드컵
- 올림픽 바이애슬론 메달리스트 목록